# ガラスの花と壊す世界
『ガラスの花と壊す世界』（ガラスのはなとこわすせかい）は、2016年1月9日公開の日本のアニメ映画作品。
キャッチコピーは「セカイを復元する。「知識の箱」の少女たちの物語。」「全ては私たちの未来のために。」「あなたの未来は私たちが守る。」。

## 概要
2013年にポニーキャニオンが主催して行われた「アニメ化大賞 Powered by ポニーキャニオン」にて大賞を受賞した、創作ユニット「Physics Point」の『D.backup（ディー・ドット・バックアップ）』を原案とした作品。地球環境の破壊により人類が滅亡した世界で、かつて人類が残したオペレーティングシステム「ViOS（ヴァイオレット・オペレーティングシステム、略称：ヴァイオス）」の中にある『知識の箱』と称される仮想空間でコンピュータウイルスと戦う2人のアンチウイルスプログラムの少女と、そこに迷い込んだ別の記憶喪失の少女が繰り広げる物語である。
一般公開に先立ち、2015年10月開催の第28回東京国際映画祭において先行上映される。
アメリカでは『GARAKOWA -Restore the World-』のタイトルで公開される。
リモ役を務めた花守ゆみりは、劇場アニメ初出演で初主演作となる。

## あらすじ
無数の光が色とりどりに輝く、浮遊した無重力の空間「知識の箱」そこには沢山の世界があり、幾度の時間が流れ、幾多もの人々がいた。デュアルとドロシーは、そこで敵と戦い続けていた。敵、それは世界を侵食する存在「ウイルス」二人は、その敵と戦い続けていた。ウイルスに侵食された世界は、消去(デリート)しなければならない。それが、彼女たちの役割と使命である。ある時、デュアルとドロシーは新たなウイルスを感知する。そこにはウイルスに襲われている少女がいた。彼女を救った二人は、静かに彼女の目覚めを待つ。彼女は何者なのか?なぜ知識の箱に現れたのか? どこから来てどこへ行くのであろうか? やがて、その少女が目覚めた時、物語は大きく動き出す。彼女は「リモ」と名乗ると一言つぶやく。「お花畑に、帰らないと......」リモ、デュアル、ドロシーの物語は、ここから始まる。

## キャラクター

### 知識の箱
リモ
声 - 花守ゆみり
「知識の箱」に迷い込んだ、プログラムの少女。デュアルとドロシーに助けられる。記憶を失っており、覚えているのは自分の名前と「お花畑に帰らないと…」という言葉だけで、自身が何者なのかは覚えていない。
記憶を取り戻すために、そして、自分がかつていた場所「お花畑」に帰る為、デュアルとドロシー、二人と協力し様々な世界を旅し、幾多の出会いと別れを通し、やがて、デュアルとドロシーを本当の姉妹のように想い、大切な存在として自覚していく。
その正体と真実は、現実世界のダイアナが、自身の孫娘のリモーネの様子や人格を元に作り出された知識の箱を管理する存在、プログラム「マザーリモートプログラム」通称「マザー」である。
様子や人格だけでなく、リモーネの記憶の一部はリモにも継承され、時折夢のような形で見ることがあり、それが物語に大きく関わることとなる。
デュアル
声 - 種田梨沙
「知識の箱」を守るため戦うアンチウイルスプログラムの少女。寡黙な性格。リモの言動や行動を通しやがて、様々な感情が芽生えていく。リモの記憶とかつての居場所を探し出すために様々な世界を旅をすることとなる。
旅を通し様々な体験を通し自分にとってこの世界はなんなのか?様々な謎と向き合っていく。そして、リモとドロシーと過ごす何気ない日々を、何よりも大切で守らなければいけないことだという事を、自覚する。
知識の箱が現実世界を元に具現化させた世界では、現実世界のスミレを元にして作られたスミレとは、幼馴染であり親友であったが、その世界がウイルスに侵食してしまい、消去しなければいけなくなり、その過程でスミレとは別離してしまう。
彼女がリモに渡したリボンは、スミレの形見でもあり、スミレとの思い出の証でもある。
ドロシー
声 - 佐倉綾音
デュアルとともに「知識の箱」を守る少女。彼女とは反対に、口やかましい性格。物語前半では相棒にあたるデュアルを、使命の邪魔と認識していたものの、突如として知識の箱に現れたリモと交流していくことで、やがてライバルのような関係になる。
バグは見逃せないと、渋々ながらリモの記憶と居場所を探す旅に同行するも、やがて二人と交流をし続け絆が芽生え、二人のことを自身にとって何よりも大切な存在だと自覚し、どんなことがあっても無くしたくない、かけがえのない存在となる。
ウィルスチェックのために送られた先の、知識の箱が具現化させた世界では、大富豪の夫婦の三女として組み込まれ、一人の少女として生活することとなる。
ドロシーはこの世界で、家族愛の暖かさと尊さを学び、母や父や姉達を本気で愛するようになる。しかし、組み込まれた世界そのものが、ウイルスに汚染されてしまい、世界ごと彼らを消去した。
この出来事がきっかけで、ドロシーは自分自身の存在に悩むことになり、消去してしまった母たちに、負い目を感じ続けることとなる。

### 知識の箱が現実世界を元に作り出した世界
スミレ
声 - 茅野愛衣
知識の箱が具現化させた世界のスミレ。ピアニストを志望する少女。
ロンドンへの留学を目指しておりコンクールで金賞を受賞しておりピアニストとしての実力はかなりのものである。
デュアルとは幼なじみという設定となっている。
物語序盤、早々にウイルスに侵食された彼女はデュアルに消去(デリート)されてしまう。
しかし知識の箱内で残留思念のような形でウイルスとして現れその後も幾度ともなくデュアルと交戦することとなる。
ドロシーの母
声 - 高野直子
ドロシーが知識の箱内のウイルスチェックをする際に組み込まれた世界で、ドロシーの母として設定された存在。
ドロシーの事を娘として何よりも大切にしており、誕生日の際にはドレスをプレゼントし、彼女の成長を心から喜んでいた。
その矢先に世界がウイルスに侵食され、ドロシーに世界ごと消去されてしまった。
しかし、終盤に残留思念という形で、ウイルスとしてスミレとともに知識の箱内に現れ、奇声をあげ「私たちを返して」と叫び、ドロシーに襲い掛かり、交戦することとなる。
ドロシーの父
声 - 櫻井トオル
ドロシーが知識の箱内のウイルスチェックをする際に組み込まれた世界で、ドロシーの父として設定された存在。
ドロシーの母同様彼もドロシーの成長を何よりも喜んでおり、誕生日の際には小犬をプレゼントした。
妻同様に世界がウイルスに侵食され、ドロシーに世界ごと消去されてしまい、終盤には残留思念という形で登場し、ドロシーと交戦する。
ドロシーの姉達
内山夕実（長姉）、石上静香（次姉）
ドロシーが知識の箱内のウイルスチェックをする際に組み込まれた世界で、ドロシーの姉達として設定された存在。
ドロシーの父母同様彼女達もドロシーの成長を心から喜んでおり、誕生日の際には長姉はクマのぬいぐるみ、次姉はキャンディーをプレゼントした。
父母同様に世界がウイルスに侵食され、ドロシーに世界ごと消去されてしまい、終盤には残留思念という形で登場し、ドロシーと交戦する。

### 現実世界
スミレ
声 - 茅野愛衣 / 片貝薫(老女)
現実世界側のスミレ、リモーネの祖母。知識の箱が具現化させた世界のスミレと同様、現実世界でも彼女は、世界的天才なピアニストとして活動していた。後にダニエルと結婚し、ダイアナを授かる。
その後、孫のリモーネが生まれ、彼女をリモと呼んで可愛がり、何よりも大切にしていた。しかし、リモは不慮の事故により、幼くしてその命を閉ざすこととなり、それが原因となり、塞ぎがちな生活を送る事となる。
ダニエルは、オペレーティングシステムの名として、彼女の名を冠して残した。
ダニエル・ドーソン
声 - 高橋伸也
ロンドン在住のプログラマー。世界的ピアニストとなったスミレと結婚し、妻の名を冠したオペレーティングシステム「ViOS（ヴァイオレット・オペレーティングシステム、略称：ヴァイオス）」を開発する。
最愛の孫娘リモーネが幼くして事故死してしまい、その過程で知識の箱のマザープログラムを、リモーネと全く同じ様子と人格を与え、それを、ヴァイオスのプログラムの一部として、組み込んだ。
彼の作り出したプログラムは、人類にとって、その最後の日まで、人類の希望として認識されていた。
ダイアナ
声 - 中村綾
ダニエルとスミレの娘。父と同じくコンピュータの世界に進む、のちに最愛の娘リモーネを幼くして事故で亡くし、その過程で、信念の元に地球環境の維持管理を目的とした、ViOS用プログラム「マザー」を開発する。
間接的には、知識の箱を管理するリモ(マザー)を作り出したのは、彼女である。リモーネの死後、どんな形であれ、彼女には生き続けてほしいという、その想いから、リモを作り出した。
彼女の思いは、決して憎しみの感情ではなく、最終的には、リモ本人にその思いは、ちゃんと伝わる事となる。その思いはリモだけでなく、デュアルやドロシーにも伝わることとなり、二人の行動理念にも繋がった。
リモーネ
声 - 花守ゆみり
ダイアナの娘であり、リモの元となった人物。彼女は幼くして、事故で亡くなってしまう。それがダニエル、スミレ、そしてダイアナの行動と理念に、繋がっていくこととなる。
様子や人格だけでなく彼女の記憶の一部はリモにも継承され、時折夢のような形で見ることがある
研究者と政治家たち
声 - 蓮岳大
現実世界が滅びる直前の回想シーンにて登場、ある一人は、ダニエル・ドーソン博士やダイアナは、世界の滅びを望んでいたのか?と疑問を抱くも、傍にいた政治家は、彼らが作り出したプログラムを「最後の希望」と答えた。
この事や、憶測から踏まえると、その希望とは、デュアルやドロシーの事だと思われる

## スタッフ
- 原案 - Physics Point『D.backup』（「アニメ化大賞」大賞作品）
- 監督・絵コンテ - 石浜真史
- 脚本 - 志茂文彦
- 演出 - さとう陽、菅沼栄治、曽我準
- キャラクター原案 - カントク
- キャラクターデザイン - 瀬川真矢
- メインアニメーター - 川村敏江
- 総作画監督 - 瀬川真矢、平野絵美、川村敏江
- 作画監督 - 仁井学、北條直明、荒川絵里花、梅津茜、平野絵美、川村敏江、山本翔
- 世界コンセプトデザイン - 六七質
- 画面設計 - 竹内志保
- コンセプトデザイン - Niθ、松本圭太
- ウイルスデザイン - 菅沼栄治
- 美術監督 - 吉原俊一郎
- 色彩設計 - 中尾総子
- 撮影監督 - 髙橋賢司
- CGディレクター - 雲藤隆太
- 編集 - 坪根健太郎
- 音響監督 - 本山哲
- 音響製作 - ダックスプロダクション
- 音楽 - 横山克
- 音楽プロデューサー - 三輪靖史
- プロデューサー - 石原良一
- アニメーションプロデューサー - 加藤淳、工藤博
- 制作 - A-1 Pictures
- 配給・音楽制作 - ポニーキャニオン
- 製作 - 「ガラスの花と壊す世界」製作委員会（ポニーキャニオン、グッドスマイルカンパニー、クロックワークス、電通、A-1 Pictures）

## 主題歌
主題歌「夢の蕾」
作詞 - 岩城由美 / 作曲・編曲 - 横山克 / 歌 - THREE　(花守ゆみり、種田梨沙、佐倉綾音)
2016年1月6日発売

挿入歌
「もっとメモリー」
作詞 - ENA☆ / 作曲 - 横山克 / 編曲 - 堤博明 / 歌 - リモ starring 花守ゆみり

「オシエテ」
作詞 - ENA☆ / 作曲・編曲 - 横山克 / 歌 - デュアル&ドロシー starring 種田梨沙、佐倉綾音

イメージソング
「センダンライフ」
作詞・作曲 - Chukka / 編曲 - Chukka、やしきん / 歌 - リモ Prototype（花守ゆみり）
PVで使用されている。コミックマーケット88にて特典付前売券のCDに収録。

「Insomnia」
作詞 - 岩城由美 / 作曲 - 横山克 / 編曲 - 鈴木真人 / 歌 - デュアル Prototype starring 種田梨沙
数量限定プレミア特典付前売り券のCDに収録。

「Hello!」
作詞 - 岩城由美 / 作曲 - 横山克 / 編曲 - 鈴木真人 / 歌 - ドロシー Prototype starring 佐倉綾音
コミックマーケット89にて特典付前売り券のCDに収録。

## 漫画
KADOKAWA アスキー・メディアワークスの『電撃コミックスNEXT』レーベルにておちゃうの書き下ろしによる上下巻が刊行される。上巻は映画公開と同じく2016年1月9日に発売。

## 原案作品『D.backup』
2013年に行われたポニーキャニオン主催アニメ化大賞の大賞受賞作品。ポニーキャニオンのぽにきゃんBOOKSより、コミックス『D.backup-リモのはこにわ-』と小説『D.backup-最後の意志を亡きセカイへ-』が刊行される。

## D.backup -リモのはこにわ-
『ガラスの花と壊す世界』原案、アニメ化大賞受賞作『D.backup』から、少女リモにスポットを当てたショートストーリー集。ポニーキャニオンのWEBコミック誌ぽにマガにて、劇場版に先駆けて連載が開始された。

## D.backup -最後の意志を亡きセカイへ-
『ガラスの花と壊す世界』原案、アニメ化大賞受賞作『D.backup』ИОАНН編・小説版。
あらすじ
錆び朽ちた混凝土の廃墟、無意味に生息する植物たちを照らすビビッドブルーのライト。水底のような無音に満たされた世界――
そこには、永遠に敵対し続ける宿命を負わされた2人の乙女、アンチウイルスがいた。
Spica Total Security Agent、通称スピカ。CYBER BOUNCER-001 Shinjyu、通称シンジュ。
人間たちによって創られた<意志なきソフトウェア>たちは戦いだけを繰り返す。繰り返すしかないはずだった。激闘のさなか二人の間に現れた謎の少女<リモ>。
そして<データ上の人間たち>との出会いが、2人の宿命(システム)を変えていく。

登場人物
スピカ
ИОАННを守るアンチウイルスソフトウェア。長い金髪が特徴。自分の中に突如として生まれた『感情』を『バグ』と表し嫌悪する。同じアンチウイルスであるシンジュと長い間敵対し続けている。
シンジュ
ИОАННを守るアンチウイルスソフトウェア。艶黒の髪が特徴。自分のことを『ボク』と呼ぶ。同じアンチウイルスであるスピカと長い間敵対し続けている。
リモ
スピカとシンジュの戦いに突如割り込んできた謎の少女。ある目的のために『きれいなもの』（ガラスの花）を集めている。
吉川亜津子
丙夏流
Ｃｏｄｅ：４０４
イザヤ・フロイト
ドーソン
丙夏美
レグル
シャム

## ガラスの花と壊す世界アナザーストーリー『白昼夢変奏曲(デイドリームヴァリエーション)』
あらすじ
さまざまな世界が交差する物語。
普通の高校生男子・藤堂代介(とうどうだいすけ)は、ある劇場アニメを見た帰りに、二人の少女と出会う。
少女たちはドロシーとリモと名乗るが、それは代介が先ほど観た劇場アニメの登場人物の名前だった。
また別の世界では「私」がとある少女と二人でひっそりと洋館で暮らしていた。

劇場アニメーション「ガラスの花と壊す世界」の舞台で映画本編では語られていないリモ、デュアル、ドロシーと様々な人々が織り成すもうひとつの物語。

登場人物
藤堂代介(とうどう だいすけ)
本作の主人公。
藤堂灯子(とうどう とうこ)
本作のヒロイン。
デュアル
現在、記憶喪失となった少女。
ドロシー/ドロシー・アンデルセン
代介が最初に出会った少女。日本とアメリカとデンマークのハーフと偽っている。
リモ/リモ・アンデルセン
ドロシーの次に代介が出会った少女。ドロシー同様、日本とアメリカとデンマークのハーフと偽っている。
塔子(トウコ)
デュアルに仕える事となったメイドの少女。
佐伯瞳子(さえき とうこ)
代介の幼なじみの少女。
ダニエル・ドーソン、ダイアナ・ドーソン、リモーネ